# باول برات (سياسي)
باول برات هو عازف كلارينيت وملحن وعازف بيانو وموزع وسياسي كندي، ولد في 25 نوفمبر 1894 في كندا، وتوفي في 8 مايو 1967 في نفس البلد. انتخب عمدة (1935 – 1966).